# Гамільтон (Невада)
Гамільтон (англ. Hamilton) — покинуте місто в окрузі Вайт-Пайн, штат Невада, США. Розташоване на схід від міста Елі, біля гори Гамільтон. Історія міста достатньо типова для гірничодобувних районів Невади — бурхливе зростання в-час відкриття та розвитку родовищ, такий самий швидкий спад після їх виснаження або нерентабельність.